# Espresso (mikroprocesszor)
Az Espresso a Nintendo Wii U videójáték-konzoljába beépített CPU kódneve. A processzort az IBM tervezte, 40 nm-es csíkszélességű SOI gyártási technológiával készül. Az Espresso csipet egy Renesas gyártmányú MCM modulon helyezték el, az AMD Latte grafikai processzora mellett. Az E3 2011 elektronikai vásáron mutatták be 2011 júniusában és 2012 novemberében hozták forgalomba.

## Felépítése
Az IBM és a Nintendo nyilvánosságra hozta, hogy az Espresso processzor egy Power Architektúrán alapuló, egy lapkán három magot tartalmazó mikroprocesszor. Ezzel a felépítéssel az áramfelvétel alacsony szinten tartását és a sebesség növelését igyekeztek elérni. A CPU és a grafikai processzor közös hordozóra, egy multi-chip modulra (MCM) került, ami egyszerűbbé teszi a szerkezetet, növeli az egységek közötti kommunikáció sebességét, tovább csökkenti az áramfelvételt, a felhasznált lapkaterületet és ezzel együtt a költségeket. A két csip összeszerelését a kész MCM-re a Renesas végzi Japánban. Maga az Espresso lapka az IBM 300 mm-es gyártóüzemében készül, a New York állambeli East Fishkill-ben, 45 nm-es SOI technológiával és beágyazott DRAM-mal (eDRAM) a CPU gyorsítótáraihoz.
A Nintendo nem engedélyezte a részletes specifikációk nyilvánosságra hozatalát, azonban hackerek, termékszétbontás és egyéb nemhivatalos adatközlők útján egyre több információ került napvilágra a processzorról, így pl. a neve, mérete, és sebessége. A mikroarchitektúra hasonlít az elődeiben találhatóra, tehát a Broadway és a Gekko processzorokéra, azaz a PowerPC 750-alapú architektúrákra, azonban nagyobb és gyorsabb gyorsítótárakkal, és multiprocesszoros támogatással van ellátva.

### Találgatások a POWER7-tel kapcsolatban
A kibocsátás előtti években sok félrevezető információ keringett a processzorral kapcsolatban, ezek közül az egyik legtöbbet emlegetett elképzelés az volt, hogy a Wii U CPU az IBM nagyteljesítményű POWER7 szerverprocesszorainak sorába tartozik. Ennek a híresztelésnek az alapját egy IBM-től származó megjegyzés képezte, miszerint az Espresso-ban „ugyanazt a processzor-technológiát alkalmazzák, mint ami a Watson-ban is található”, amit egyesek úgy értelmeztek, hogy a Wii U is ugyanazt a POWER7 technológiát használja, mint a Watson. Az állítást – hamisan – az IBM Watson-csapata is megerősítette a Twitteren, ám ezt később az IBM határozottan cáfolta. Az Espresso processzorban vannak a POWER7 technológiával közös elemek, például az eDRAM és maga a Power Architektúra, azonban ezek csak felületes hasonlóságok.

## Az ismert műszaki adatok
- Sorrenden kívüli végrehajtású (out-of-order execution) PowerPC alapú magok
- 45 nanométeres gyártási folyamat
- IBM szilícium szigetelőn (silicon on insulator, SOI) technológia
- Visszafelé kompatibilis a Broadway és Gekko processzorokkal

A következő adatokat „nem erősítette meg hivatalosan” sem a Nintendo, sem az IBM.
- A Broadway mikroprocesszoron magján alapuló architektúra[14]
- Három mag, órajelük: 1,243125 GHz
- 32 bites fixpontos (integer) egység
- 64 bites lebegőpontos egység (vagy 2 × 32 bites SIMD, amelyet „páros egyszeres” néven is emlegetnek)
- Összesen 3 MiB L2 gyorsítótár, szokatlan konfigurációban:[15]
  - core0 = 512 KiB, core1 = 2 MiB, core2 = 512 KiB
- Lapkaméret: 4,74 mm × 5,85 mm = 27,73 mm²

## Fordítás
Ez a szócikk részben vagy egészben  az   Espresso (microprocessor) című angol Wikipédia-szócikk ezen változatának fordításán alapul.  Az eredeti cikk szerkesztőit annak laptörténete sorolja fel. Ez a jelzés csupán a megfogalmazás eredetét és a szerzői jogokat jelzi, nem szolgál a cikkben szereplő információk forrásmegjelöléseként.